# Torenhoog en mijlen breed
Torenhoog en mijlen breed is een boek uit 1969 van de schrijfster Tonke Dragt, uitgegeven door Uitgeverij Leopold. Het is het vervolg op De robot van de rommelmarkt (1967, heruitgegeven in 2001 aangevuld met een nieuw verhaal, Route Z). In 1982 werd het vervolg Ogen van tijgers uitgebracht.

## Prijzen
In 1971 won dit boek de Nienke van Hichtumprijs, en in 1995 kreeg het de Buxtehuder Bulle. Ook werd het in 1990 door het NRC handelsblad uitgeroepen tot een van de allermooiste jeugdboeken.

## Samenvatting van het verhaal
Hoofdpersoon van het boek is Edu Jansen, planeetonderzoeker 11. Edu heeft de rare zet gedaan om een tweede verblijf op Venus te vragen, terwijl de meeste planeetonderzoekers er zo ver mogelijk van weg willen blijven. Dit maakt hem meteen verdacht voor de leidinggevenden en de psychologen van de D.A.W. (Dienst Algemeen Welzijn), vooral omdat zijn dossier aangeeft dat hij veel vragen stelt over wouden en bossen. De planeetonderzoekers worden juist geacht verre te blijven van deze gebieden op Venus. Edu is niet bepaald dol op de D.A.W. en probeert zijn werkelijke redenen voor de plaatsing te verbergen. Dit is vrij moeilijk omdat hij, als eerste nummer in de reeks 11-20, ook de leider van het team van onderzoekers is. Hij kent al veel mensen op Venus, zoals Igor, de radiocommandant van de koepel. Edu en Igor zijn allebei verliefd op Petra, een mooie psychologe in de koepel.
Als de tijd op Venus verstrijkt merkt Edu dat zijn vroegere verlangen naar de wouden sterker is dan ooit. Hij heeft dromen over wezens die hem roepen en over hoe prachtig de wouden zijn. Uiteindelijk, als hij in een ruimtesloep over de wouden heen vliegt, neemt hij het besluit om te gaan landen en te kijken. Hij doet alsof de sloep verongelukt, en landt in het woud. Terwijl hij loopt ziet hij de mooiste dingen, en de gedachte om zijn ruimtepak af te doen blijft door hem heen spoken. Hij weigert om toe te geven en ploetert door in het pak totdat hij buiten bewustzijn raakt. Als hij wakker wordt ligt hij naakt in de rivier en er zit een groen, mensachtig wezen aan de kant van het water. Nadat Edu over de schok heen komt ontdekt hij dat het wezen vrijwel vloeiend Europees spreekt.
Het wezen stelt zich voor als Firth, en legt uit dat hij een woud-Afroini is. De Afroini zijn de oorspronkelijke bewoners van Venus, en de planeet heet eigenlijk Afroi. Langzamerhand komt Edu erachter dat alle Afroini telepathisch zijn. Na terugkeer naar de koepel lukt het hem om toestemming te krijgen om weer het woud in te gaan. In zijn contacten met de Afroini komt Edu erachter dat ook hij de gave om gedachten te lezen heeft. De Afroini, met name Firth en de oudste Wisi-u, helpen hem om hiermee te leren omgaan. Dan vertelt Firth dat een van de onderzoekers die drie jaar geleden ook op Venus/Afroi gestationeerd was, namelijk Jock Martijn, hetzelfde talent heeft. De Afroini probeerden ook contact te maken met Jock; hij hoorde ze maar hij had het niet door. Hij dacht dat het zijn eigen gedachten waren.
Als Edu weer terugkomt op aarde gaat hij op zoek naar Jock. Dit is het onderwerp van het vervolg op Torenhoog en mijlen breed: Ogen van tijgers.

## De wereld van de toekomst
Torenhoog en mijlen breed speelt zich af in de verre toekomst, in een wereld waarin mensen volledige controle hebben over het weer en de aarde vrijwel één grote stad is. De wouden en bossen zijn verdwenen en de meeste dieren zijn uitgestorven. Het leven der mensen staat onder nauwgezette controle van de D.A.W. ofwel Dienst van Algemeen Welzijn. Alles, van de kleur van gebouwen tot voedselinname, is keurig gereguleerd voor het welzijn van de mens. Psychologen en artsen houden regelmatig onderzoeken en zorgen ervoor dat iedereen zich normaal gedraagt en zich aan de wet houdt. Huisrobots zorgen voor het welzijn van hun meesters en vrijwel niemand kan meer lezen of rekenen aangezien het toch niet nodig is. Ruimtevaart is een paar sprongen vooruit gegaan en zowel de Maan als Mars zijn normale bestemmingen voor planeetonderzoekers. Behalve deze twee hemellichamen is er één planeet in het bijzonder waarin de wetenschappers zijn geïnteresseerd: Venus.

## Venus
Venus staat (in het boek) bekend als een gevaarlijke planeet, vol met wouden, bergen, rivieren, en alles wat op aarde al lang is verdwenen. Venus is bewoonbaar; er zit zuurstof in de lucht en voor het grootste gedeelte van de tijd is de temperatuur dragelijk. Het gevaar van de planeet zit echter in de bomen. De wouden vallen alle niet-plantaardige stoffen aan, alle robots en ruimtesloepen die te dicht in de buurt komen worden aangetast en worden  vernietigd als ze te dicht in de buurt blijven. De enige menselijke nederzetting op de planeet is een grote plexiglas koepel die voortdurend moet worden opgeknapt om aan het proces van vernietiging te ontkomen. Vanaf de koepel is de afstand tot het woud minimaal 3 mijl (een mijl is in dit boek 5,5 kilometer). Voor de tijd van het verhaal waren er meerdere kleine koepels en was het nog toegestaan om zonder helm naar buiten te gaan. Ooit werd er gevist in een stroom bij de koepel, totdat er geen vissen meer zwommen. En nog vroeger werd er met boten gevaren op de zeeën van Venus, totdat gigantische zoogdieren genaamd spuitvissen de schepen aan begonnen te vallen. In de tijd van het boek wonen alle onderzoekers in de grote koepel, buiten de 3 mijl afstand gaan is verboden, en de hele planeet wordt als vijandig beschouwd.

## Trivia
- In dit boek leest Edu Jansen, de hoofdpersoon,  het gedicht Polonaise: "Ik zag Cecilia komen al op een zomernacht". Delen van dit gedicht komen gedurende het boek terug. Dit gedicht is van Paul van Ostaijen.